# Lluer negre
El lluer negre (Spinus atratus) és una espècie d'ocell de la família dels fringíl·lids (Fringillidae).

## Morfologia
- Fa uns 15 cm de llargària.
- Mascle de color negre a excepció d'algunes zones grogues, a la zona inferior de l'abdomen, zona basal de les rectrius externes i zona basal de les primàries i secundàries.
- Femella una mica més clara i amb zones grogues menys assenyalades.

## Hàbitat i distribució
Habita vessants i zones rocoses i arbustives dels Andes del centre i sud del Perú, centre i sud de Bolívia, nord i centre de Xile i oest de l'Argentina.